# Жуан Диогу
Жуан Диогу Гомеш де Фрейташ (порт. João Diogo Gomes de Freitas, род. 28 февраля 1988, Фуншал) — португальский футболист, правый защитник. Выступает за португальский «Эшторил».

## Биография
Жуан Диогу родился 28 февраля 1988 года в португальском городе Фуншал.
В 1996 году начал заниматься футболом в португальском клубе «Маритиму». С 2007 года играл за дубль «Маритиму» в третьей лиге, за восемь сезонов провёл 108 матчей, забил 7 мячей.
В 2009 году выступал за молодёжную сборную Португалии среди игроков до 21 года, провёл 4 матча. Участвовал в футбольном турнире Лузофонских игр в Лиссабоне.
С 2011 года стал привлекаться в главную команду «Маритиму», в январе 2012 года в её составе дебютировал в чемпионате Португалии. Начиная с сезона-2013/14, стал футболистом основного состава. За четыре года сыграл в чемпионате страны 89 матчей, забил 2 мяча. В 2015 и 2016 годах дважды играл в финалах Кубка лиги, в которых «Маритиму» оба раза проиграл «Бенфике». 
В 2016—2017 годах выступал за португальский «Белененсеш», провёл 31 матч, забил 2 мяча. Начало сезона-2017/18 пропустил из-за травмы, а в конце декабря 2017 года расторг контракт.
В январе 2018 года перебрался в Румынию. Выступал в чемпионате страны за «Газ Метан» из Медиаша, провёл 9 матчей, забил 2 мяча. В начале 2019 года перешёл в «Фарул» из Констанцы, игравший в румынской второй лиге, но в том же году пополнил состав словацкого «Спартака» из Трнавы. На счету Диогу 16 матчей в чемпионате Словакии.
В 2020 году вернулся в Португалию, подписав контракт с «Эшторилом-Прая», выступающим во второй лиге.